# 佐瑟古律
佐瑟古律（1944年12月15日—2024年4月17日），马来西亚政治人物，前沙巴州冰厢岸国阵沙巴人民团结党国会议员（2008年－2018年在任） 和天然资源与环境部副部长 。

## 个人荣誉
- 马来西亚：
  -  联邦王冠效忠领袖勋章（PSM）—丹斯里（1999年）[3]

- 彭亨
  -  苏丹阿末沙效忠斯里勋章（SSAP）—拿督斯里（2013年）[3]

- 沙巴：
  -  神山辉煌勋章（PGDK）—拿督（1987年）[3]
  -  神山领袖勋章（SPDK）—拿督斯里邦里玛（1994年）[3]